# Op wacht in Amsterdam
Op wacht in Amsterdam was een verzetsblad uit de Tweede Wereldoorlog, dat slechts korte tijd, 16 oktober 1944 tot en met 27 oktober 1944, in Amsterdam onder die titel werd uitgegeven. Het verscheen in die periode zes keer. Het werd gestencild en de inhoud bestond voornamelijk uit algemene artikelen en nieuwsberichten.
Eerder verscheen het protestants-christelijke blad onder de titel 'Op wacht'. De laatste uitgave daarvan was 31 augustus 1944. Volgens een 'Ter verantwoording' in de eerste aflevering van 'Op wacht in Amsterdam' (16 oktober 1944) wilden de makers de uitgave staken: wijl de snelle en nabije ontwikkeling der gebeurtenissen de behoefte aan een specifiek commentaren-blad op den achtergrond had geschoven. Intusschen zijn door het staken van de stroomlevering de meesten onzer landgenooten volstrekt afgesneden van iedere radio-verbinding en daarmede van elk contact met de buitenwereld. Onder die omstandigheden achtte de Amsterdamsche medewerker van 'Op wacht' het niet gewenscht; dat een orgaan met een zoo ruime verspreiding (...) geheel wegviel. (...) daarom (werd) besloten, althans voor Amsterdam de uitgave voort te zetten.
'Op wacht in Amsterdam' was gebaseerd op de Haagse uitgave Op wacht: voor God-Nederland-Oranje. Het werd in Amsterdam verspreid door politieagent H. van Dijk, die echter augustus 1944 werd gearresteerd en 21 februari 1945 in het concentratiekamp Neuengamme is overleden. Kort na zijn arrestatie werd het contact met de leiding in Den Haag wegens Dolle Dinsdag geheel verbroken.

## Gerelateerde kranten
- Op wacht: voor God-Nederland-Oranje
- De nieuwe Amsterdammer